# فرنسيس إل. كيلوغ
فرنسيس إل. كيلوغ (بالإنجليزية: Francis L. Kellogg)‏ هو دبلوماسي أمريكي، ولد في 5 يناير 1917 في نيويورك في الولايات المتحدة، وتوفي في 6 أبريل 2006.